# SN 2008gj
SN 2008gj – supernowa typu Ic odkryta 19 października 2008 roku w galaktyce NGC 7321. W momencie odkrycia miała maksymalną jasność 18,20m.